# Mikroregion Hořovicko
Mikroregion Hořovicko je dobrovolný svazek obcí v okrese Beroun, leží Jihozápadně od Prahy, jeho sídlem jsou Hořovice a jeho cílem je celkový rozvoj mikroregionu, ÚP, infrastruktury, životního prostředí, cestovního ruchu. Sdružuje celkem 29 obcí. Celkový počet obyvatel těchto obcí k 1. 1. 2015 byl 19 275.

## Související články

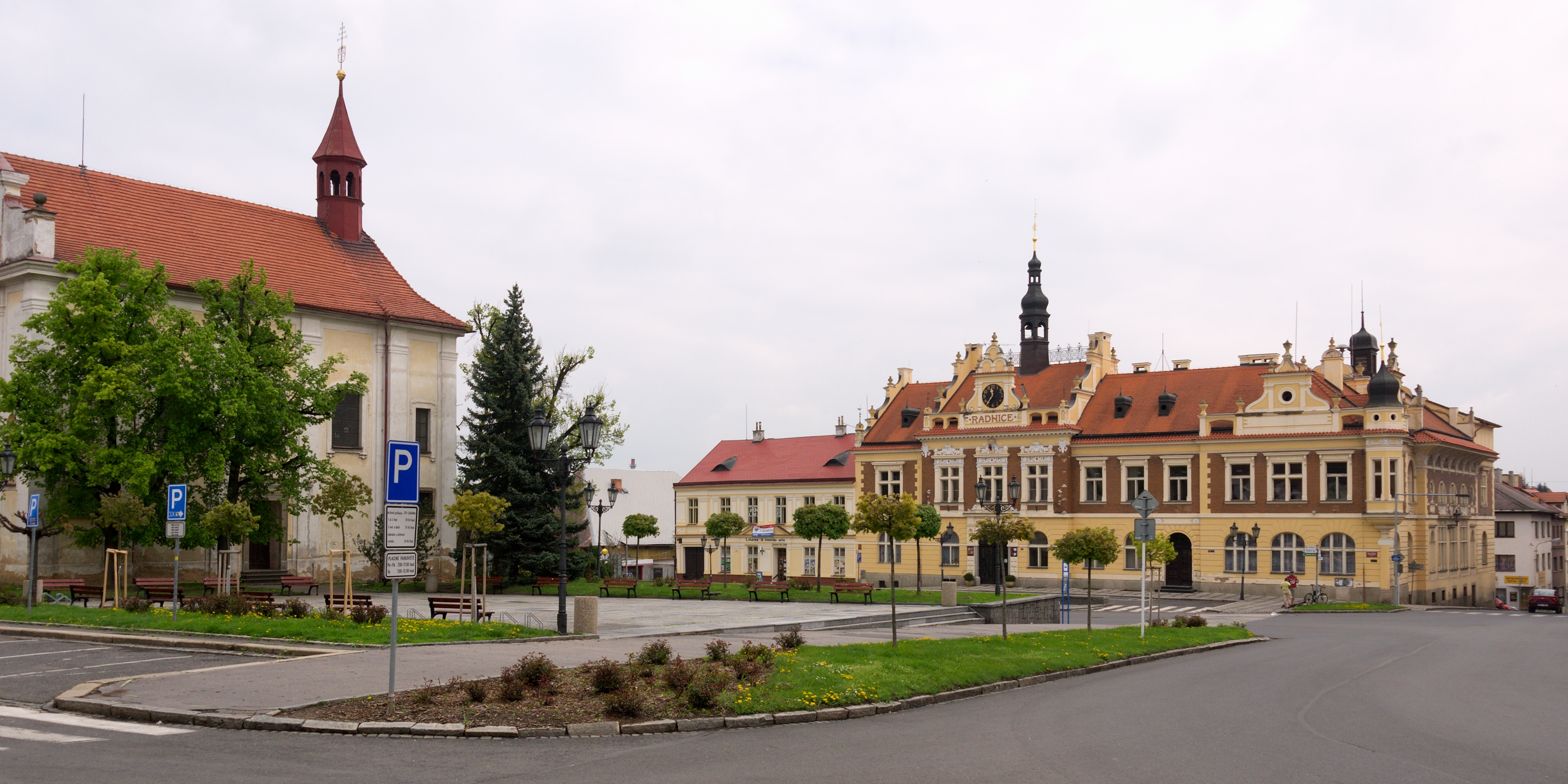
Hořovice – sídlo mikroregionu

## Obce sdružené v mikroregionu
- Běštín
- Březová (okres Beroun)
- Bzová
- Felbabka
- Hořovice
- Hostomice
- Hředle
- Hvozdec
- Chaloupky
- Chlustina
- Jivina
- Komárov
- Kotopeky
- Lochovice
- Malá Víska
- Neumětely
- Olešná (okres Beroun)
- Osek (okres Beroun)
- Osov
- Otmíče
- Podluhy
- Praskolesy
- Rpety
- Stašov
- Tlustice
- Točník
- Újezd (okres Beroun)
- Vižina
- Zaječov